# Boulevard Édouard-Montpetit
Le boulevard Édouard-Montpetit est une voie de circulation de Montréal.

## Situation et accès
D'orientation est-ouest, ce boulevard est un des points d'accès vers l'Université de Montréal et son édifice principal, le pavillon Roger-Gaudry, ayant accès directement à deux stations de métro de la ligne bleue dont une qui porte le même nom.
Le boulevard Édouard-Montpetit est une rue à double sens entre le chemin de la Côte-des-Neiges et l'avenue Vincent-D'Indy, tandis qu'elle est à sens unique en direction ouest entre le chemin de la Côte-des-Neiges et le boulevard Décarie. La première partie de la rue est plus achalandée à cause de l'Université alors que la seconde est principalement à vocation résidentielle.

## Origine du nom
Il porte le nom d'Édouard Montpetit (1881-1954), avocat, économiste et universitaire, dont la carrière fut intimement liée à l'Université de Montréal, qui s'y trouve.

## Bâtiments remarquables
- Centre d'éducation physique et de sports de l'Université de Montréal (CEPSUM)
- Pavillon Thérèse-Casgrain (Université de Montréal)
- Pavillon Roger-Gaudry